# شهرک صنعتی آغاجاری
شهرک صنعتی آغاجاری یک منطقهٔ مسکونی در ایران است که در دهستان آغاجاری واقع شده‌است. براساس سرشماری مرکز آمار ایران در سال ۱۳۹۵، این روستا کمتر از سه خانوار جمعیت داشته‌است.